# Ian McDonald (músico)
Ian McDonald (Osterley, Inglaterra; 25 de junio de 1946-Nueva York, 9 de febrero de 2022) fue un músico multiinstrumentista, compositor y productor discográfico británico, conocido sobre todo por ser uno de los miembros fundadores de la banda de rock progresivo King Crimson en 1969 y de la banda de hard rock Foreigner en 1976. Su especialidad es el saxofón, pero también canta y toca la flauta, el clarinete, el vibráfono, los teclados y la guitarra. Ha tenido una carrera como solista de corta vida, pero ha participado con numerosos artistas y agrupaciones. Participó con la banda irlandesa de rock progresivo Fruupp en su último álbum, titulado Modern Masquerades (1975), de cuya producción se encargó y tocó el saxofón en el tema Gormenghast.

## Biografía
Nacido en Osterley, Middlesex, McDonald sirvió cinco años en el ejército británico como músico de banda. Su talento musical abarcaba desde la orquesta clásica hasta las bandas de baile y el rock. En 1969, formó parte de la formación inicial de King Crimson, que grabó su primer álbum In the Court of the Crimson King. McDonald y el baterista Michael Giles se separaron y formaron un grupo derivado que publicó un álbum titulado McDonald and Giles. Reapareció en King Crimson en 1974 y tenía la intención de volver a unirse a la banda como miembro de pleno derecho, pero no tuvo la oportunidad de hacerlo dada la decisión de Fripp de separar la banda.
En 1976 se convirtió en miembro fundador de la banda Foreigner, para la que tocaba la guitarra además de los instrumentos de viento y los teclados. Ha sido músico de sesión y apareció en la grabación del exitoso sencillo "Get It On (Bang a Gong)" de T. Rex, y en grabaciones de Linda Lewis y Christine Harwood, entre otros. También tiene algunos créditos de producción, incluyendo álbumes de Fruupp, Darryl Way's Wolf y Fireballet. En 1999, publicó un álbum en solitario, Drivers Eyes.
En 1997, el lanzamiento del conjunto de cuatro CDs de King Crimson, Epitaph, que consistía en raras grabaciones en directo de la versión de 1969 de King Crimson, renovó el interés por el material de los primeros años de Crimson. A partir de ese interés, en 2002 se formó la 21st Century Schizoid Band, que ha realizado varias giras y álbumes en directo. La banda incluía a los antiguos miembros de King Crimson Michael Giles (batería y percusión), Peter Giles (bajo), McDonald (saxo, flauta, teclados), Mel Collins (saxo alto/tenor, flauta, teclados) y también a Jakko Jakszyk, que más tarde se unió a King Crimson, en la guitarra y la voz principal. Tras la primera gira, Michael Giles fue sustituido por otro antiguo batería de King Crimson, Ian Wallace, que ya ha fallecido.
Colaboró con el saxofón y la flauta en varios temas del álbum de Judy Dyble de 2009, Talking With Strangers. En el álbum, McDonald se reunió con su antiguo compañero de banda en King Crimson, Robert Fripp, en el tema de 20 minutos "Harpsong".
El 28 de julio de 2009 hizo una aparición como invitado con Asia durante su set de apertura para Yes en el Tower Theater en Upper Darby, Pensilvania, a las afueras de Filadelfia. McDonald tocó la flauta, el clarinete, el saxofón y cantó los coros de "In the Court of the Crimson King" y también regresó en el bis para cantar los coros de "Heat of the Moment". Su aparición como invitado en "In the Court of the Crimson King" aparece como tema extra en el DVD de Asia de 2011, "Spirit of the Night: Live".
El 14 de mayo de 2010, (Sherman Theatre, Stroudsburg, Pennsylvania) y el 15 de mayo de 2010 (Trump Taj Mahal Casino Resort, Atlantic City, Nueva Jersey), hizo apariciones como invitado durante "An Intimate Evening with Keith Emerson and Greg Lake". Tocó la flauta y compartió la voz principal/armonías vocales con Greg Lake en "I Talk to the Wind", mientras que tocó la flauta sola en "Lucky Man". Para estas dos canciones, fue "Emerson, Lake & McDonald".
En 2010 aportó texturas de saxo alto, flauta y percusión a Beautiful Accident, el álbum debut de la banda de blues progresivo Third International. Uno de los temas, "Penitentiary", fue coescrito por Ian con el líder de Third International, Andrew Pearson.
En 2011 empezó a trabajar con su vecina Lynnea Benson y su marido Ted Zurkowski, directores de la compañía teatral neoyorquina Frog and Peach, especializada en producciones off-Broadway y lecturas de obras de Shakespeare. En colaboración con Zurkowski, McDonald compuso e interpretó música de guitarra y piano para acompañar determinadas producciones y lecturas de Frog and Peach Shakespeare: Julio César, Dos caballeros de Verona, Hamlet, El sueño de una noche de verano, El rey Lear, La fierecilla domada y Medida por medida. Además, Ian se involucró con la banda Spooky Tooth.
Falleció en su casa de Nueva York el 9 de febrero de 2022, a la edad de 75 años.